# Kap Demidow
Kap Demidow ist ein Kap an der Südküste Südgeorgiens. Es liegt auf der Südseite der Einfahrt zum Wilson Harbor nahe dem westlichen Ende der Insel.
Entdeckt wurde das Kap 1819 bei der von Fabian Gottlieb von Bellingshausen geleiteten ersten russischen Antarktisexpedition (1819–1821). Namensgeber ist Dmitri Demidow, Leutnant auf der Korvette Wostok bei dieser Forschungsreise.